# Kumbornia tuberculata
Kumbornia tuberculata là một loài bọ cánh cứng trong họ Chrysomelidae. Loài này được Mohamesaid miêu tả khoa học năm 2006.